# 鉄人小町
鉄人小町（てつじんこまち）は日本のお笑いコンビ。吉本興業所属。大阪NSC40期生。

## メンバー
- 住友（すみとも、1995年2月9日 -（30歳））
  - ボケ担当。
  - 本名、住友 博昭（すみとも ひろあき）。愛称はすみっぺ。
  - 大阪府出身、同志社香里中学校・高等学校・同志社大学経済学部卒業。身長178cm、血液型A型[1]。
  - 正確には福岡県福岡市博多区生まれで学生時代は出身を福岡と自認していたが、2〜3歳の頃に大阪へ引越してきたため故郷での記憶はほとんどない。そこでNSC在学中に同期で同じく福岡出身の山﨑愛子と初対面の際、同郷トークが全く膨らませられず「これは福岡に失礼だ」と自責の念に駆られたことで、以降は出身を大阪だと公言するようになった[2]。
  - 趣味はロック史を探検しながら音楽を聴くこと、映画鑑賞。
  - 高校時代はB'zのファンクラブに入っていた。
  - 中高連続で水泳部だったため、体幹が強い。また高校の水泳部では副部長を務めており、本人曰く「温故知新を実践しながらメリハリをモットーとしたチーム作りを目指した結果、未だに史上最高の世代だったと語り継がれている」という[3]。
  - 先輩の真輝志（元きんめ鯛）とは中学校、高校、大学の学部やゼミ、バイト先まで同じであった。

- 小佐 一季（こさ かずき、1996年8月28日 - (28歳)）
  - ツッコミ担当。
  - 山口県出身、山口県立周防大島高等学校卒業。身長169cm、血液型B型[1]。
  - 高校時代は陸上部で主将を務めている。
  - 大阪へ来た当初は山口弁を話していたが、芸人をやるなら関西弁でないと関西の人にはネタを聞いてもらえないと思い、常に横に大阪出身の友達を置いて毎日関西弁のイントネーションを叩きこんでもらい、2年かけて関西弁を覚えた。今では関西出身の人から、関西の人だと思ったと言われるようになった。
  - 趣味は野球観戦（福岡ソフトバンクホークス応援）。特技はヌンチャク[1]。
  - 川崎宗則のファンであり、2011年の鷹の祭典で配布された水色のユニフォームに52番をあしらったユニフォームを愛用し応援している。川崎がNPB復帰した2017年、鳴尾浜球場にて愛用のユニフォームに直筆サインを貰う。
  - 未だにトランプの大富豪のルールを知らず芸人仲間に唖然とされるが、「別に俺はこれでいい」のスタンスを貫いている。
  - 香港映画が好きでブルース・リー、ジャッキー・チェンに憧れている。
  - NSC在学中は烈（胃似胃似胃(現在は解散)）とコンビ「電撃七号線」として活動し、NSCの首席を決める大ライブでは決勝トーナメントまで勝ち進んでいる[4]。
  - 2021年11月頃より筋トレをしている[5]。

## 来歴
NSC在学中に一度、小佐が住友にコンビ結成を誘うも住友は断っている。その理由について住友は「こんなNSCの序盤で組んだら絶対解散してまう」と思ったかららしいが、小佐がその後に別のコンビを組んでどんどん結果を出していくのを見てちょっと後悔したと語っている。しばらくして、前相方に解散を告げられた小佐が半泣きで住友に電話をかけ、話し合いの末にコンビを結成。
2021年7月8日、よしもと漫才劇場にて行われた「翔チャレンジバトル」で7位入賞、劇場メンバーとなった。しかし2022年5月12日の翔チャレンジバトルで入賞できず、よしもと漫才劇場から降格した。
2022年9月8日、よしもと漫才劇場にて行われた「翔チャレンジバトル」で4位入賞、再度劇場メンバーとなったものの、2023年1月12日の翔チャレンジバトルで入賞できず再度よしもと漫才劇場から降格した。
2023年7月13日、よしもと漫才劇場にて行われた「翔チャレンジバトル」で4位入賞、三度劇場メンバーとなった。翌8月に行われた「Kakeru翔GP」（芸歴7年目以下対象）にて3位に入賞、10月に行われた同GPでも前回と同じく3位入賞を果たした。
2024年1月、ytv漫才新人賞ROUND3に選出。テレビ番組でのネタ披露は今回が初である。
2024年春より、大阪のよしもと漫才劇場を卒業。活動拠点を東京の神保町よしもと漫才劇場に移す。

## 芸風
ハイテンションな住友のボケに対して、小佐が冷静にツッコむスタイル。
M-1グランプリ2022・3回戦で披露した漫才について、M-1グランプリ2020王者の村上（マヂカルラブリー）から「面白かったですよ」とラジオ内で評価された。

## 出囃子
ハリウッド万歳/東京佼成ウインドオーケストラ

## 賞レースでの戦績

### M-1グランプリ
| 年度   | 結果      | エントリー No. | 会場                           | 日程     | 備考         |
| ------ | --------- | -------------- | ------------------------------ | -------- | ------------ |
| 2018年 | 2回戦進出 | 620            | 大丸心斎橋劇場                 | 10月12日 |              |
| 2019年 | 3回戦進出 | 939            | よしもと漫才劇場               | 10月30日 |              |
| 2020年 | 2回戦進出 | 567            | COOL JAPAN PARK OSAKA SSホール | 10月29日 |              |
| 2021年 | 3回戦進出 | 1940           | よしもと漫才劇場               | 10月25日 |              |
| 2022年 | 3回戦進出 | 1864           | よしもと漫才劇場               | 10月24日 |              |
| 2023年 | 3回戦進出 | 384            | よしもと漫才劇場               | 10月30日 |              |
| 2024年 | 3回戦進出 | 2414           | KANDA SQUARE HALL              | 11月6日  |              |
| 2025年 |           |                |                                |          | 1回戦2位通過 |